# 布伦库伦
布伦库伦是德国石勒苏益格－荷尔斯泰因州的一个市镇。总面积3.94平方公里，总人口362人，其中男性192人，女性170人（2011年12月31日），人口密度92人/平方公里。